# مانويل غارسيا كالديرون
مانويل غارسيا كالديرون (بالإسبانية: Manuel García Calderón) هو مدرب كرة قدم ولاعب كرة قدم إسباني، ولد في 28 سبتمبر 1953 في مدريد في إسبانيا.